# Blauwen en vrouwen
Blauwen en vrouwen (Frans:Des Bleus et des dentelles) is het 22ste album uit de stripreeks De Blauwbloezen. Het werd getekend door Willy Lambil en het scenario werd geschreven door Raoul Cauvin. Het album werd uitgegeven in 1985.

## Verhaal
In het veldhospitaal lijkt men handen te kort te komen en worden er een extra verpleegsters aangetrokken. De mannen zijn door het dolle heen bij het zien van de vrouwen en willen maar al te graag de ziektewet in. Blutch is een van de weinigen die echt hulp nodig heeft na een aanslag; hij wordt verzorgd door zuster Jenny. Chesterfield vindt dat die twee wel erg goed met elkaar overweg kunnen. Wanneer Blutch en Jenny eenmaal gaan trouwen blijkt er een complot te zijn.

## Personages
- Blutch
- Chesterfield
- Kapitein Stark, die verliefd lijkt te zijn geworden op juffrouw Bertha
- Soldaat Burke, die zich als juffrouw Bertha verkleedt, om de soldaten te scheiden van de vrouwen
- Jenny, een van de verpleegsters; zij heeft een geheim
- Susan, een van de verpleegsters